# Mlideg
Mlideg is een bestuurslaag in het regentschap Bojonegoro van de provincie Oost-Java, Indonesië. Mlideg telt 2194 inwoners (volkstelling 2010).